# John Michael Montgomery
Pour les articles homonymes, voir Montgomery.
John Michael Montgomery (né le 20 janvier 1965) est un chanteur de musique country américain.
Montgomery a commencé à chanter avec son frère Eddie, connu pour avoir fait partie du duo Montgomery Gentry, avant de commencer sa carrière solo dans les grands labels en 1992. Il a eu plus de 30 singles sur les charts country Billboard, dont sept ont atteint le numéro un. 13 autres ont atteint le top 10. I Swear et Sold (The Grundy County Auction Incident) ont été désignés par Billboard comme étant respectivement les meilleures chansons country de 1994 et 1995.
Montgomery a sorti 10 albums studio. Ses sept premiers albums sont sortis via Atlantic Records Nashville, et ses deux suivants via la société mère Warner Bros. Records Nashville après que Atlantic ai fermé sa division country en 2001. Ses trois premiers albums, Life's a Dance (1992), Kickin 'It Up (1994) et John Michael Montgomery (1995), sont tous certifiés multi-platine par la Recording Industry Association of America (RIAA).

## Biographie
John Michael Montgomery est né à Danville, Kentucky, États-Unis, le 20 janvier 1965 de Carol Dean (née Lay) et Harold Edward Montgomery (1941-1994). Il a grandi à Nicholasville, Kentucky. Montgomery a reçu des encouragements musicaux de son père, qui a joué dans un groupe de country local et lui a appris ses premiers accords. John Michael a rejoint le groupe familial (qui comprenait son frère aîné, Eddie Montgomery, qui avec Troy Gentry formerait le duo Montgomery Gentry), jouant de la guitare avant de devenir le chanteur principal quand ses parents ont divorcé. Plus tard, il s'est produit en tant qu'artiste solo jouant working man's country. Atlantic Records l'a repéré et l'a signé.
Le premier album de Montgomery, Life's a Dance, sort en 1992. son premier single culmine à la quatrième place sur les charts Hot Country Songs. Il a été suivi par son premier hit numéro 1, I Love the Way You Love Me, qui est également passé au Billboard Hot 100 et qui a été nommé single de l'année par l'Academy of Country Music.
Le deuxième album de Montgomery est Kickin 'It Up en 1994. Il comprend les singles I Swear (en) (repris l'année suivante par le groupe All-4-One), Rope the Moon, Be My Baby Tonight et If You've Got Love,.
En 1995, il sort son troisième album studio John Michael Montgomery qui deviendra quadruple disque de platine, avec cinq singles à succès, dont les numéro un I Can Love You Like That (en) (également repris par All-4-One) et Sold (The Grundy County Auction Incident). À la fin de 1995, Montgomery a mis sa carrière en pause en raison d'une blessure aux cordes vocales.
What I Do the Best est son quatrième album studio, sorti chez Atlantic en 1996. L'album n'égale pas les ventes de ses prédécesseurs, bien qu'il ait quand même obtenu la certification platine. Il sort en 1997 un album compilation de ses plus grands succès qui devient disque de platine aux États-Unis. En 1998, Montgomery sort son cinquième album, Leave a Mark. Cet album contenait un son plus pop que son travail précédent. En dépit de gagner seulement une certification d'or de la RIAA, il comporte trois singles à succès. Le premier est Love Working on You, suivi de Cover You in Kisses et Hold On to Me. Malgré le passage de plusieurs de ses singles dans les charts pop, Hold On to Me a été son premier hit pop Top 40, atteignant la 33e place du Hot 100. Home to You, son sixième album, sort en 1999. Montgomery retrouve le sommet des charts country pour la première fois depuis 1995 avec The Little Girl. Cette chanson, avec les chœurs d'Alison Krauss et inspirée par une légende urbaine, est le premier single de son album de Brand New Me, sorti en 2000 qui passe trois semaines au numéro un et atteint la 35e place sur le Hot 100. Il change de label à la suite de la fermeture de la succursale de Nashville de Atlantic.
Sa première sortie pour Warner Bros. était Pictures de 2002. Cet album a connu un succès minime dans ses singles. Il a été suivi un an plus tard par Mr. Snowman, un album de Noël en 2003, ainsi qu'une compilation intitulée The Very Best of John Michael Montgomery.

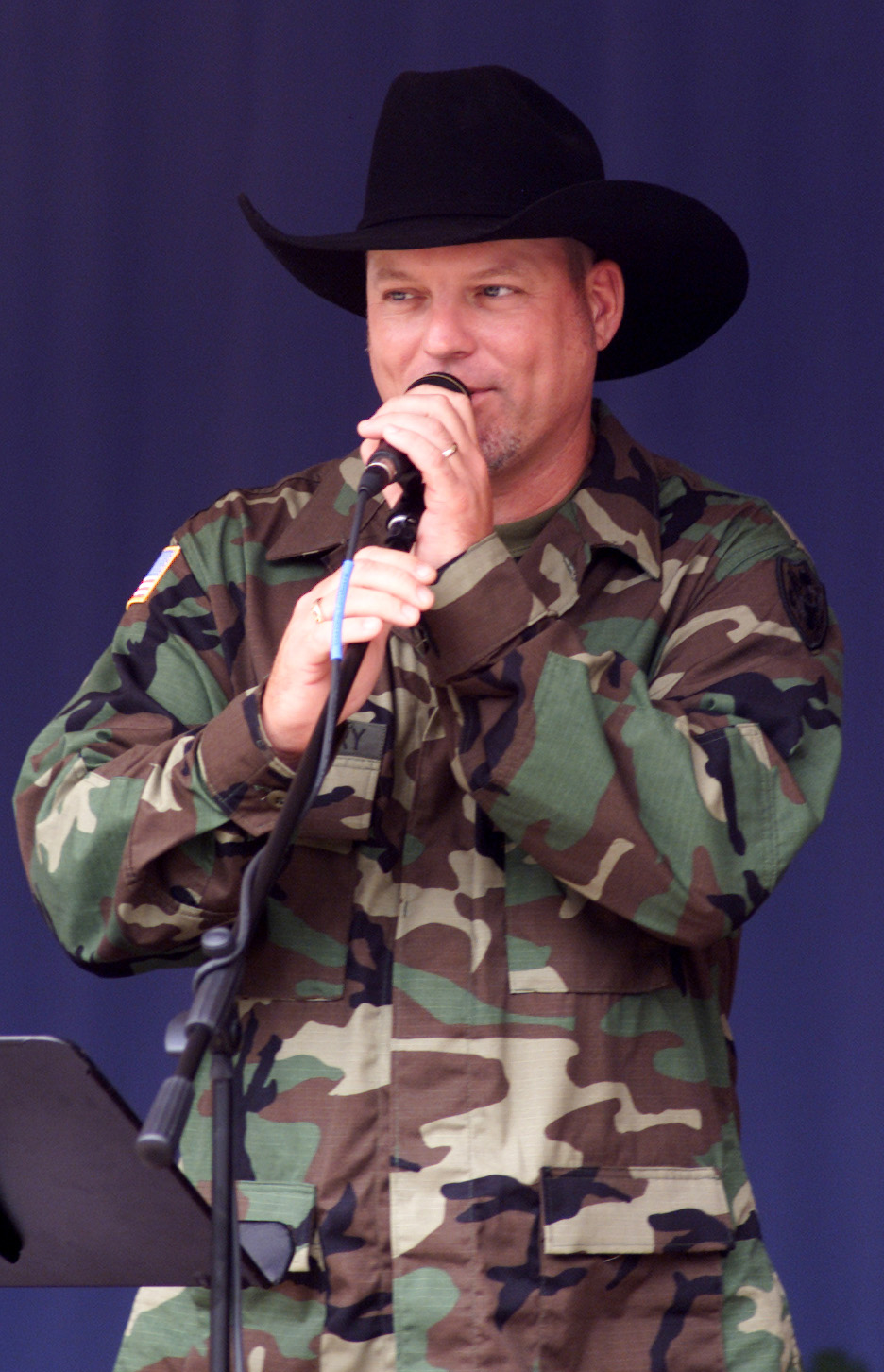
John Michael Montgomery en concert le 16 juin 2004.

Montgomery sort Letters from Home en 2004. Bien que le premier single, Cool n'ait pas réussi à se classer, la chanson titre est devenue son plus grand succès. Malgré le succès de ce single, la troisième et dernière sortie de l'album, "Goes Good with Beer", culmine au 51e rang, et après sa sortie, Montgomery quitte son label.
Après une avoir interprété l'hymne national lors de l'événement télévisé NASCAR, Golden Corral 500, le 20 mars 2005, Montgomery a confirmé sur son site web qu'il souffrait d'une maladie connue sous le nom de neurinome de l'acoustique, qui est une croissance non cancéreuse qui interfère. avec un nerf entre le cerveau et l'oreille. Cette condition peut affecter l'équilibre et l'audition. Le problème a été corrigé et n'a pas modifié le calendrier des tournées de Montgomery pour le reste de 2005.
Le 16 février 2006, Montgomery a été arrêté à une intersection à Lexington, Kentucky pour conduite sous influence et possession d'une substance contrôlée , qui a été identifiée comme Endocet par le Lexington Herald-Leader. La police a également trouvé deux armes de poing chargées dans le véhicule de Montgomery. Il a été accusé pour deux chefs d'accusation.

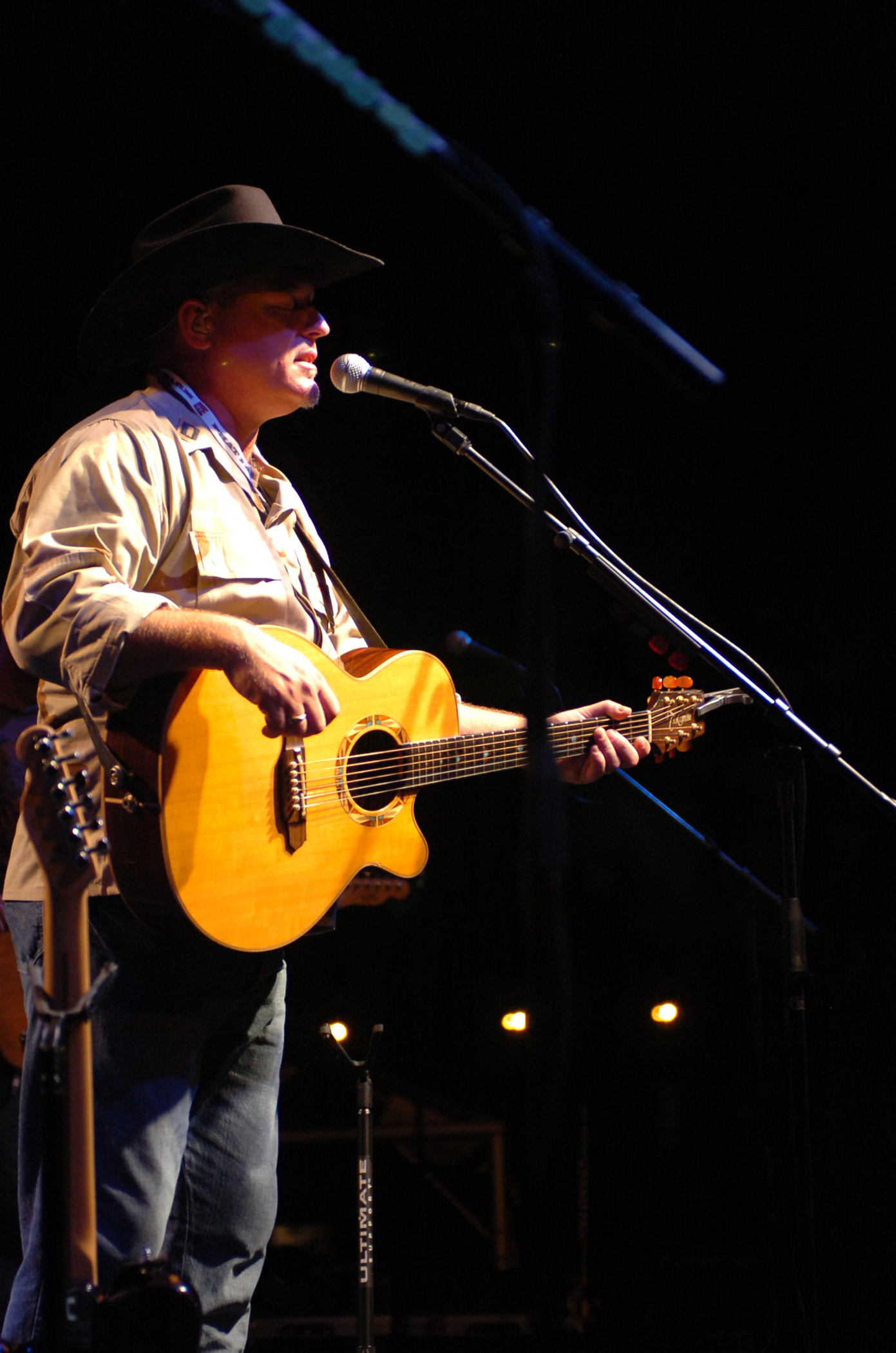
John Michael Montgomery en concert en 2008.

Son avocat, Jon Woodall, a déclaré que Montgomery est un chasseur et qu'il détient un permis d'arme dissimulée, bien que Montgomery n'ait pas le permis avec lui au moment de l'arrestation. Woodall a également déclaré que la prescription avait été remplie par ses médecins à la suite de sa récente chirurgie de remplacement de la hanche. Il a depuis été déclaré non coupable de toutes les accusations. Montgomery a plaidé la non-contestation de l'accusation de DUI, déclarant qu'il n'avait pas admis sa culpabilité, mais que l'État avait suffisamment de preuves pour le condamner.
Le 9 mai 2008, Montgomery a annoncé qu'il était en cure de désintoxication pour un problème de toxicomanie non divulgué.
À la fin de 2008, Montgomery fonde son propre label, Stringtown Records. Cette année-là, il sort son prochain album, Time Flies. Cet album a produit trois singles: Mad Cowboy Disease, If You Ever Went Away et Forever. Bien que les deux premiers aient échoué tous les deux à figurer sur les charts, Forever a atteint à la 28e place des classements nationaux. 

### Vie personnelle
Montgomery a épousé Crystal White le 8 janvier 1996. Ensemble, ils ont deux enfants. Walker, le fils de Montgomery, a suivi les traces de son père, sortant son single Simple Town en 2017 et l'EP Simple Town l'année suivante.
Le neveu de Montgomery, Dillon Carmichael, est également chanteur.

## Discographie

### Albums studios
- 1992 : Life's a Dance (1992)
- 1994 : Kickin' It Up (1994)
- 1995 : John Michael Montgomery (1995)
- 1996 : What I Do the Best (1996)
- 1998 : Leave a Mark (1998)
- 1999 : Home to You (1999)
- 2000 : Brand New Me (2000)
- 2002 : Pictures (2002)
- 2004 : Letters from Home (2004)
- 2008 : Time Flies (2008)